# Циан
Циан (на английски: cyan) е синьо-зелен или морско-зелен цвят между зелен цвят, с дължина на вълната между 485 до 500 нанометра. Циан се нарича един от четирите цвята на системата CMYK.

## В природата
Тюркоазът е с цвят, който е вариант на циана.

## Галерия
- В цветовия модел CMYK, който се използва при цветното печатане, cyan, магента и жълт които заедно правят черно. На практика тъй като цветовете не са перфектни при печатането за добър контраст, се добавя черен цвят.
- Цветните принтери използват магента,циан и жълно за отпечатване на всички цветове и нюанси.
- Цианът е цветът на плитка морска вода над пясъчно дъно. Водата абсорбира червеният цвят от слънчевата светлина.
- Планетата Уран заснета от Вояджър 2. Циановият цвят е следствие от метановия газ в атмосферата му.
- Хирургически екип в Германия. Препоръчва се използването на облекло и принадлежности оцветени в циан за да се избегне червения цвят на кръвта. При попадане върху облеклото червените петна на кръвта се виждат като черни тъй като двата цвята червен и циан са допълващи се.[1]